# Małdaniec
Małdaniec (niem. Maldanietz, 1938–1945 Maldanen) – wieś w Polsce położona w województwie warmińsko-mazurskim, w powiecie szczycieńskim, w gminie Szczytno.
W latach 1975–1998 miejscowość administracyjnie należała do województwa olsztyńskiego.